# Dialética Erística
Como vencer um debate sem precisar ter razão – em 38 estratagemas, ou simplesmente Dialética Erística, é um importante, porém inconcluso, acréscimo do sistema filosófico de Arthur Schopenhauer, publicado póstumo por Julius Frauenstädt. Nele, Schopenhauer analisa os "principais esquemas argumentativos enganosos que os maus filósofos utilizam, com razoável sucesso, para persuadir o público de que 2 + 2 = 5", baseando-se, principalmente, nos Tópicos de Aristóteles. Mencione-se que, por dialética erística, termo que constitui o subtítulo do livro, Schopenhauer entende "a arte de discutir, mais precisamente a arte de discutir de modo a vencer, e isto Per fas et nefas (por meios lícitos ou ilícitos)".
O manuscrito quase acabado, encontrado sem título na casa de Schopenhauer (1788-1860), foi publicado em 1864 por Julius Frauenstädt com o Título “Eristische Dialektik: Die Kunst, Recht zu behalten”. A obra já foi publicada em português sob vários títulos, tais como “Dialética”, “Dialética Erística”, “A Arte de ter razão" e mais recentemente com “Como vencer um debate sem precisar ter razão – em 38 estratagemas” em nova tradução pela Montecristo Editora, que se tornou sucesso de vendas.

## Estratagemas dialéticos
Na obra, Schopenhauer distingue os seguintes estratagemas dialéticos:

### 1) Ampliação indevida[1]ou Expansão[4]
Levar a afirmação do adversário para além de seu limite natural, interpretá-la da maneira mais genérica possível, tomá-la no sentido mais amplo possível e exagerá-la; inversamente, concentrar a própria afirmação no sentido mais limitado, no limite mais restrito possível; pois, quanto mais genérica se torna uma afirmação, a mais ataques ela fica exposta. O antídoto é a colocação exata dos puncti (Latim; pontos, terminação, fim) ou status controversiae (Latim; controvérsia, no caso, apontar a controvérsia, contradição).

### 2)Homonímiasutil
“Usar a homonímia para tornar a afirmação apresentada extensiva também àquilo que, fora a identidade de nome, pouco ou nada tem em comum com a coisa de que se trata; depois refutar com ênfase esta afirmação e dar a impressão de ter refutado a primeira”.

### 3) Mudança de modo
“A afirmação que foi apresentada em modo relativo ... é tomada como se tivesse sido apresentada em modo absoluto, universalmente ..., ou pelo menos é compreendida em um sentido totalmente diferente, e assim refutada com base neste segundo contexto”. Isto faz com que “o adversário, na realidade, fala de uma coisa distinta daquela que se havia colocado. Quando nos deixamos levar por este ‘’estratagema’’, cometemos, então, uma ‘’ignoratio elenchi’’ (ignorância do contra-argumento)”.

### 4) Pré-silogismos
"Quando se quer fazer uma dedução, não se deve deixar que ela seja antevista, mas, em vez disso, fazer com que o adversário admita sem perceber as premissas uma por vez (...) do contrário, ele tentará todo espécie de argúcia (...) Devem-se apresentar as premissas dessas premissas e fazer pré-silogismos; fazer com que as premissas de vários desses pré-silogismos sejam aceitas de modo desordenado e confuso, ocultando, portanto, o próprio jogo até que tudo o que se necessita esteja admitido."

### 5) Uso intencional de premissas falsas
Pode-se, para comprovar as próprias “proposições, fazer antes uso de proposições falsas, se o adversário não quiser aceitar as verdadeiras, seja porque percebe que delas a tese será deduzida como consequência imediata. Então adotaremos proposições que são falsas em si mesmas mas verdadeiras ‘’ad hominem’’, e argumentaremos ‘’ex concessis’’, a partir do modo de pensar do adversário”.

### 6) Petição de princípio oculta
“Ocultamos uma ‘’petitio principii’’, ao postular o que desejamos provar: 
1. usando um nome distinto ou ainda usando conceitos intercambiáveis;
2. fazendo com que se aceite de um modo geral aquilo que é controvertido num caso particular;
3. se, em contrapartida, duas coisas são consequência uma da outra, demonstraremos uma postulando a outra;
4. se precisamos demonstrar uma verdade geral e fazemos que se admitam os particulares (o contrário do número 2)”.[9]

### 7) Perguntas em desordem
“Quando a disputa é conduzida de modo rigoroso e formal e queremos fazer com que nos entendam com perfeita clareza, então aquele que apresentou a afirmação e deve prová-la procede contra o adversário fazendo perguntas para concluir a verdade a partir das próprias concessões do adversário.” E: “Fazer de uma só vez muitas perguntas pormenorizadas, e assim ocultar o que, na realidade, queremos que seja admitido”.

### 8) Encolerizar o adversário
“Provoca-se a cólera do adversário, para que, em sua fúria, ele não seja capaz de raciocinar corretamente e perceber sua própria vantagem”.

### 9) Perguntas em ordem alterada
“Fazer as perguntas numa ordem distinta da exigida pela conclusão que dela pretendemos, com mudanças de todo gênero; assim, o adversário não conseguirá saber aonde queremos chegar e não poderá prevenir-se”.

### 10)Pista falsa
“Se percebemos que o adversário, intencionalmente, responde pela negativa às perguntas cuja resposta afirmativa poderia confirmar nossas proposições, então devemos perguntar o contrário da proposição que queremos usar, como se quiséssemos que fosse aprovada, ou então, pelo menos, pôr as duas à escolha, de modo que não se perceba qual delas queremos afirmar”.

### 11) Salto indutivo
Se o adversário já aceitar casos particulares, não “perguntar-lhe se admite também a verdade geral” derivada dos casos particulares; introduzi-la “como se estivesse estabelecida e aceita”.

### 12) Manipulaçãosemântica
Associar a um termo um conjunto de significados diferentes do original. Com isso, o termo já conterá, em si, a conclusão a que se quer chegar.

### 13) Alternativa forçada
Apresentar ao adversário uma alternativa menos provável que sua própria.

### 14) Falsa proclamação de vitória
Veja: Falácia da falsa proclamação de vitória

### 15) Anulação doparadoxo
Para triunfar, faz-se uma redução ad absurdum.

### 16) Várias modalidades doargumentum ad hominem
Usar argumentos anteriormente defendidos pelo adversário para tentar refutar a tese presente.

### 17) Distinção de emergência
Salvar-se “mediante alguma distinção sutil, na qual não havíamos pensado anteriormente, caso a questão admita algum tipo de dupla interpretação ou dois casos diferentes”.

### 18) Uso intencional damutatio controversiae
Estratagema que consiste em “interromper o debate a tempo” quando se está ameaçado de ser abatido, sair do debate “ou desviá-lo e levá-lo para outra questão”.

### 19) Fuga do específico para o universal
Por exemplo, “se temos de dizer por que uma determinada hipótese física não é crível, falaremos da incerteza geral do saber humano, ilustrando-a com toda sorte de exemplos”.

### 20) Uso da premissa falsa previamente aceita pelo adversário
Trata-se de “um uso da falácia non causae ut causae”.

### 21) Preferir o argumentosofístico
No debate com um adversário, a escolha de um (simples) argumento do tipo ad hominem pode ser mais eficaz do que tentar persuadir o adversário mediante longas explicações “sobre a verdadeira natureza das coisas”.

### 22) Falsa alegação depetitio principii
Alegar que o adversário está fazendo uma petitio principii quando ele quer que admitamos algo que leve à formulação do problema.

### 23) Impelir o adversário ao exagero
No calor do debate, levar o adversário a exagerar suas posições. Como o exagero costuma levar a contradições, podemos refutar essas contradições como se estivéssemos refutando o argumento original.

### 24) Falsareductio ad absurdum
Tirar falsas conclusões absurdas dos argumentos do adversário. Com isso, refutam-se essas conclusões, fazendo tudo parecer uma reductio ad absurdum.

### 25) Falsa instância
Usar um argumento que apenas parece contrário àquele que o adversário enunciou.

### 26)Retorsio argumenti
Usar o argumento do adversário contra ele próprio, quando isso for possível.

### 27) Usar a raiva
Quando o adversário fica irritado com algum argumento nosso, devemos insistir nesse ponto, porque provavelmente ali há uma inconsistência.

### 28) Argumentoad auditores
Apresentar uma objeção falsa, mas cuja falsidade somente poderia ser percebida por um auditório capacitado no assunto em questão.

### 29) Desvio
Mudar de assunto fingindo que ainda se está rebatendo a questão do adversário. Ou mesmo, de modo insolente, atacar o adversário pessoalmente.

### 30)Argumentum ad verecundiam
Citar autoridades no assunto para refutar uma tese. Este estratagema funciona tanto melhor quanto menores forem os conhecimentos do adversário a respeito do que disse a autoridade invocada e quanto maior for a veneração dele diante de tal autoridade.

### 31) Incompetênciairônica
Fingir que não entendeu o que o adversário disse e declarar isso ironicamente. Nas circunstâncias certas, isso faz o adversário parecer um idiota que não sabe organizar o raciocínio ou que está simplesmente declarando algo patentemente falso.

### 32) Rótulo odioso
Estratagema que visa reduzir uma afirmação do adversário “a uma categoria geralmente detestada”. 

### 33) Negação da teoria na prática
Aceitar os fundamentos de um argumento, mas negar que eles possam ser colocados em prática.

### 34) Resposta ao meneio de esquiva
Estratagema que prevê não dar informação direta, mas esquivar-se com contra perguntas ou respostas indiretas.

### 35) Persuasão pela vontade
Estratagema que funciona quando estão em jogo os interesses do adversário. Esse estratagema torna, nas poucas circunstâncias que funciona, todos os outros estratagemas supérfluos.

### 36) Discurso incompreensível
“Desconcertar, aturdir o adversário com um caudal de palavras sem sentido. Isto baseia-se em que, ‘normalmente o homem, ao escutar apenas palavras, acredita que também deve haver nelas algo para pensar’ (Goethe, ‘’Fausto’’” (Veja, a esse respeito, por exemplo, as críticas de Alan Sokal contra o chamado Pós-modernismo.)

### 37) Tomar a prova pela tese
Quando o adversário usa uma prova ruim para defender uma ideia válida, podemos nos aproveitar disso e provar que a ideia é inválida, a julgar pela refutação da tese apresentada. Um exemplo que Schopenhauer cita é o do argumento ontológico, como prova da existência de Deus.

### 38) Último estratagema: Ofensas pessoais
Atacar o adversário pessoalmente, com grosseria e agressividade, quando o debate se mostra de todo perdido.